# 24 Ore di Le Mans 1975
La 43ª edizione della 24 Ore di Le Mans si è svolta il 14 e 15 giugno 1975 sul Circuit de la Sarthe. Alla gara parteciparono vetture Sport (nei raggruppamenti fino a 3 litri e fino a 2 litri), vetture Gran Turismo, suddivise in GT (Gruppo 4), GT di serie (Gruppo 3) e Le Mans GTX (con specifico regolamento tecnico emesso dall'ACO e ancor più restrittivo) e infine vetture Turismo.

## Contesto
Alla luce della crisi petrolifera, l'ACO introdusse nel 1975 delle regole riguardanti il consumo di carburante, tra cui l'imposizione di un minimo di 20 giri tra i rifornimenti di carburante, applicato a tutte le classi di vetture partecipanti: la Commissione Sportiva Internazionale reagì escludendo la 24 ore dal Campionato Mondiale Marche. Questo nuovo regolamento portò a un impoverimento della griglia di partenza, con le grandi case che si tennero lontano dalla Sarthe.

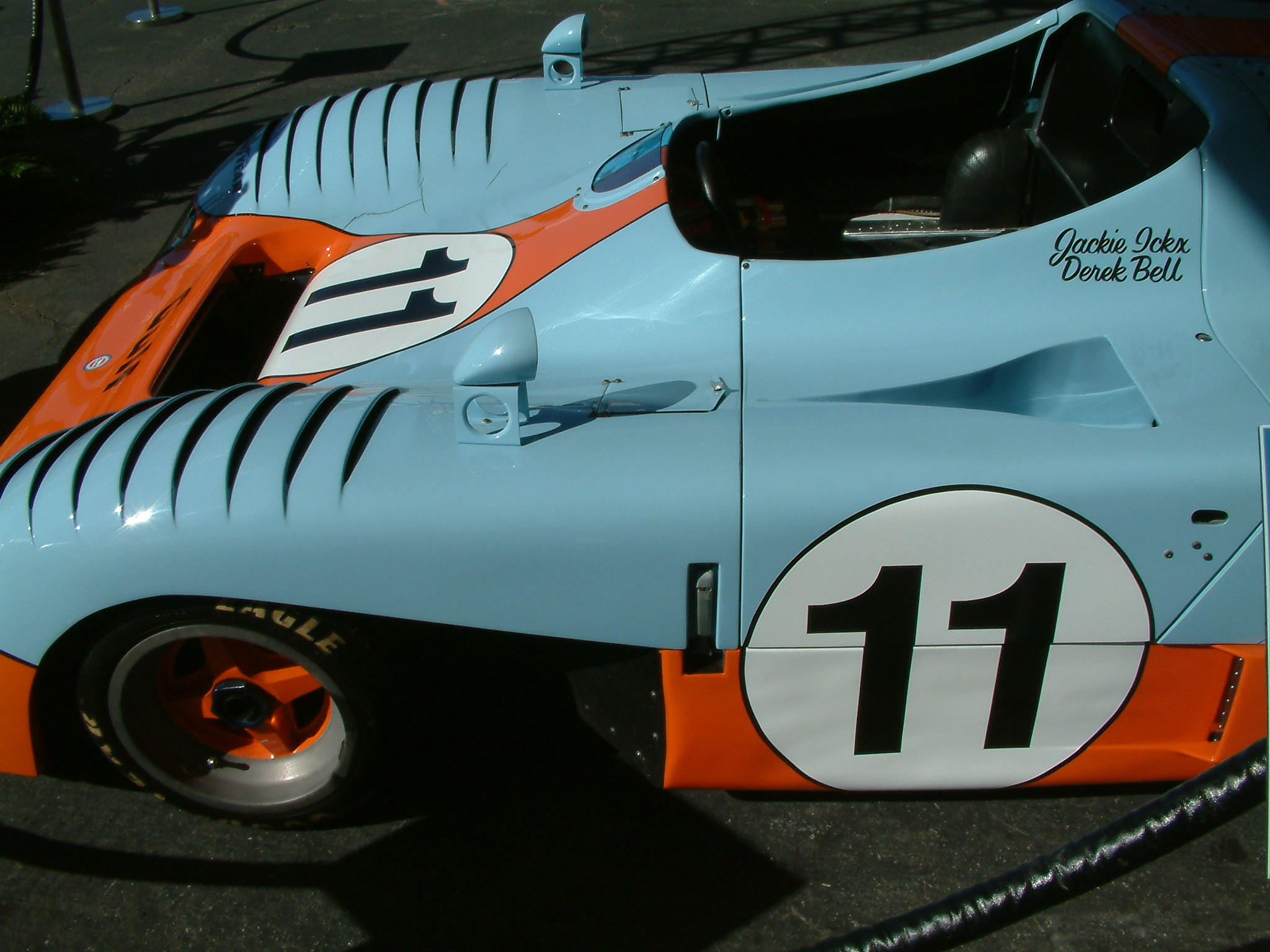
La Gulf GR8 motorizzata Cosworth

Girando ad un règime più basso per rispettare le limitazioni sul consumo di carburante, il motore Ford Cosworth DFV poteva essere affidabile per 24 ore. L'esperto team manager inglese John Wyer, che già si era defilato dalla guida del suo team limitandosi al ruolo di collaboratore esterno, aveva progettato il suo ritiro definitivo, ma non poté resistere all'opportunità di vincere nuovamente a Le Mans. Scelse così di non ritirarsi quell'anno e di rendere Le Mans l'unica gara in programma per la scuderia Gulf nella stagione 1975, chiedendo un ultimo sforzo ai suoi finanziatori. Due nuove Gulf GR8 vennero progettate e costruite specificamente per Le Mans, le vetture erano ampiamente derivate dalla precedente Gulf GR7, con un nuovo progetto che prevedeva una carrozzeria dotata di una veste aerodinamica aggiornata, ottimizzata per Le Mans e per l'efficienza nei consumi.

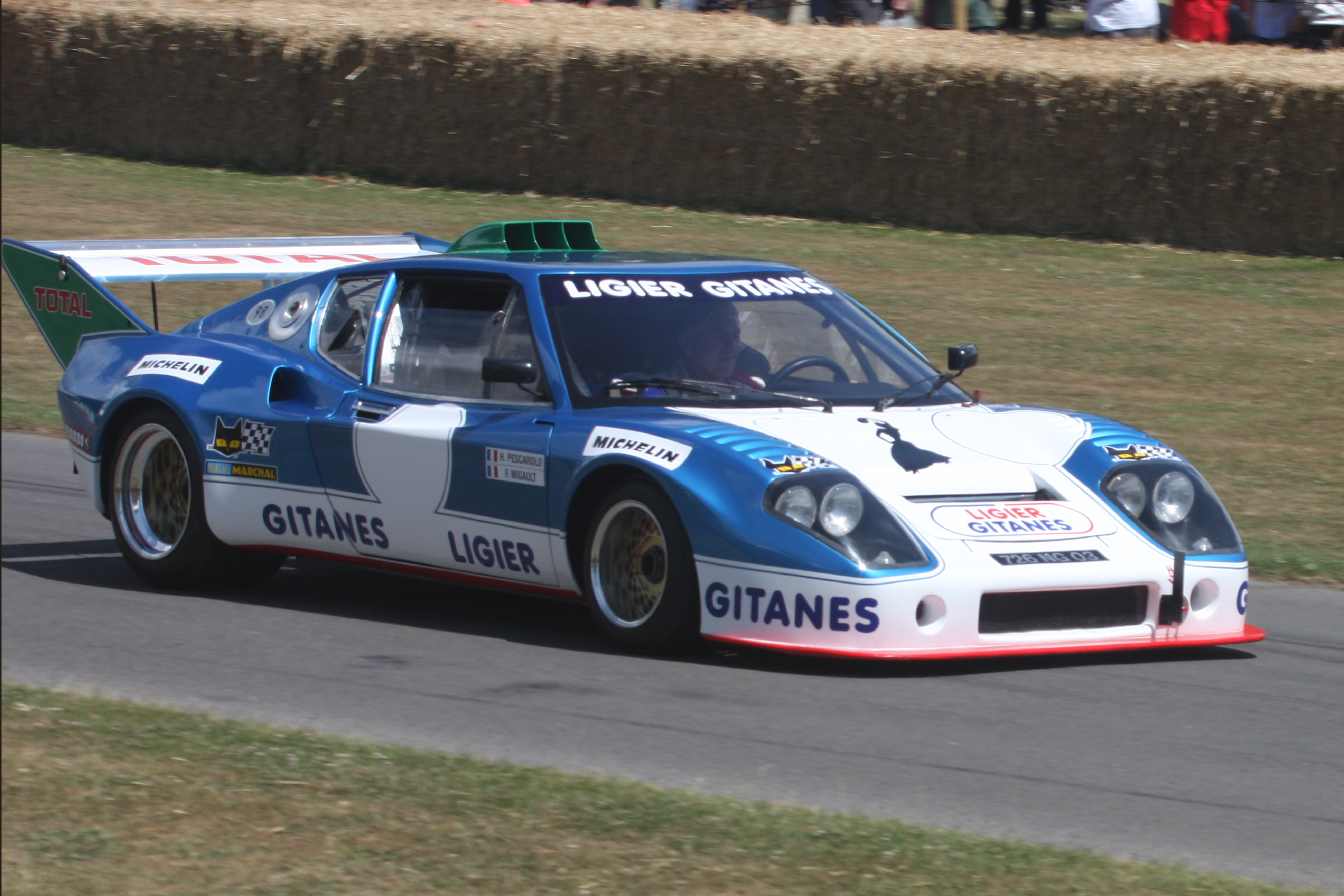
La Ligier JS2 motorizzata Cosworth

Il nuovo regolamento fu un'opportunità anche per Guy Ligier, che aveva già avuto esperienza nel gareggiare a Le Mans con i motori Cosworth. Con il ritiro della Matra dalle competizioni, Ligier riuscì ad assicurarsi i servigi dell'ingegnere Gérard Ducarouge e la sponsorizzazione della Gitanes. La scuderia stava preparando il suo ingresso in Formula 1 per il 1976, il che lasciò mezzi finanziari e ingegneristici limitati a disposizione delle gare di endurance. Ligier fece la scelta di gareggiare con il collaudato telaio della sua JS-2, corredato da un motore Ford Cosworth DFV e dal cambio Hewland. In termini di prestazioni i prototipi Gulf erano chiaramente superiori alle Ligier, che erano state inizialmente progettate nel 1971 come automobili da strada spinte da motori Maserati, e solo in seguito tramutate in prototipi da corsa con motori Cosworth nel 1975. Ottenere un'affidabilità superiore era l'unica possibilità per la scuderia di guadagnarsi un vantaggio sui rivali della Gulf. Ligier scelse di prendere parte ad alcune gare del campionato del mondo che precedevano Le Mans, come banco di prova per le sue JS-2.
La Gulf iscrisse le sue uniche due GR8 a Le Mans, mentre Ligier iscrisse due JS-2 spinte dal motore V8 Cosworth e una JS-2 con motore V6 Maserati. Entrambi i rivali avevano notevolmente depotenziato i loro motori DFV rispetto alla versione da circa 480 CV impiegata per le molto più brevi gare di Formula 1: le Gulf erano state prudenziamente depotenziate a circa 380 CV (280 kW) mentre le Ligier avevano 410 CV (310 kW) per compensare parte del loro svantaggio.
La Alpine-Renault iscrisse una A441 della categoria "2 litri" con un equipaggio di sole donne. Siccome i motori "2 litri" non erano molto danneggiati dalle limitazioni sui consumi, quest'auto era una possibile sorpresa.
Il resto degli avversari consisteva di una nuovissima Lola T380-Cosworth, dall'aspetto molto aerodinamico (e dalla potenza di 350 CV), guidata da Alain de Cadenet e Chris Craft, e da alcune Porsche 908 private riviste nella veste aerodinamica, vetture molto collaudate e assistite indirettamente dalla Casa madre.

## Qualifiche
La Pole position fu conquistata da Ickx in 3:49.9, davanti ai compagni di squadra Schuppan/Jaussaud, alla Ligier-Cosworth di Lafosse/Chasseuil, alla Porsche 908/3 del Joest Racing, all'altra Ligier-Cosworth di Pescarolo/Migault e alla Lola T284 Ford del Racing Team Schulthess. Al settimo posto partiva la De Cadenet-Lola T380 motorizzata Cosworth DFV, mentre all'ottavo c'era la Alpine-Renault A441C "femminile" della ELF Suisse, seguita dalla Ligier-Maserati e dalla BMW 3.0 CSL "artistica" di Herve Poulain, che chiudevano la top ten.
La Ferrari Dino 308 GT4 n°17 iscritta dal NART tra le vetture Sport fino a 3 litri per i piloti Giancarlo Gagliardi e Harley Cluxton non riuscì a qualificarsi e il titolare Luigi Chinetti fece pressioni sugli organizzatori affinché ammettessero comunque la vettura alla gara. Gli ufficiali di gara furono però irremovibili e l'incollerito team manager statunitense ritirò dalla corsa anche le altre Ferrari della sua scuderia: la 365 GTB/4 N°45 nella categoria GT, la 365 GTB/4 N°46 e la 365 GT4/BB N°99 nella classe GTX. Vennero quindi riammesse alcune vetture non qualificate: le giapponesi Sigma MC75 (classe sport) e Datsun 240Z (classe GT) e una Porsche 911, la n°83 dei francesi "Segolen" e Jean-Yves Gadal. In realtà doveva essere riammessa la Lamborghini Islero di Paul Rilly, ma il francese e la sua vettura danneggiata da un'uscita di pista del suo compagno di squadra avevano già lasciato il circuito e non fu possibile farli rientrare in tempo per la gara.

## Gara
Senza sorpresa le due Gulf presero la testa della gara, mentre Lella Lombardi si fermava dopo solo 20 giri con problemi di pescaggio del carburante della sua Alpine-Renault. Schuppan e Jaussaud, dopo aver condotto la gara fino a sera, ebbero un guasto all'alternatore e si trovarono sei giri dietro ai compagni di scuderia Ickx e Bell.
Verso la mezzanotte la Lola di Alain de Cadenet si trovava in terza posizione, quando perse completamente la parte posteriore della carrozzeria sul rettilineo. Francois Migault la colpì in piena velocità con la sua Ligier. Dopo quasi un'ora di riparazioni, la Ligier si ritirò. La Lola continuò; per un colpo di fortuna la copertura del motore aveva mancato completamente l'alettone posteriore.
Durante la notte la vettura al comando fu afflitta da vibrazioni alla trasmissione, che si manifestavano maggiormente durante la percorrenza delle curve a destra e poco dopo le 14:30 Ickx si fermò ai box per riparare lo scarico rotto a causa di esse: le riparazioni vennero completate mentre la Ligier rimasta entrava nello stesso giro del primo.
Infatti la Ligier JS2 motorizzata Ford Cosworth DFV di Lafosse e Chasseuil, rallentata da piccoli problemi nelle prime fasi di gara, era stata lanciata dalla squadra all'inseguimento delle Mirage alla decima ora di gara, quando i loro compagni di marca Pescarolo e Migault persero l'opportunità di contrastare le auto di Wyer a causa di una foratura: tra l'entusiasmo del patriottico pubblico francese, che vide la vettura blu di Francia recuperare posizioni su posizioni, il duo francese dovette però accontentarsi del secondo posto, in quanto la rincorsa era cominciata troppo tardi per poter acciuffare Jacky Ickx e Derek Bell dopo aver superato l'altra Mirage di Vern Schuppan e Jean-Pierre Jaussaud.
Si seppe in seguito che la Gulf vincitrice aveva anche un grosso problema alla sospensione posteriore destra, il cui attacco alla scatola del cambio stava per cedere (e in effetti si ruppe una volta che la vettura fu riportata nella sede della scuderiainglese), ma il navigato John Wyer riuscì a nascondere la sua ansia. La Ligier ebbe la falsa convinzione che tutto andava bene per la Gulf al comando e perse l'opportunità di pressarle più da vicino e spingerla alla rottura meccanica.

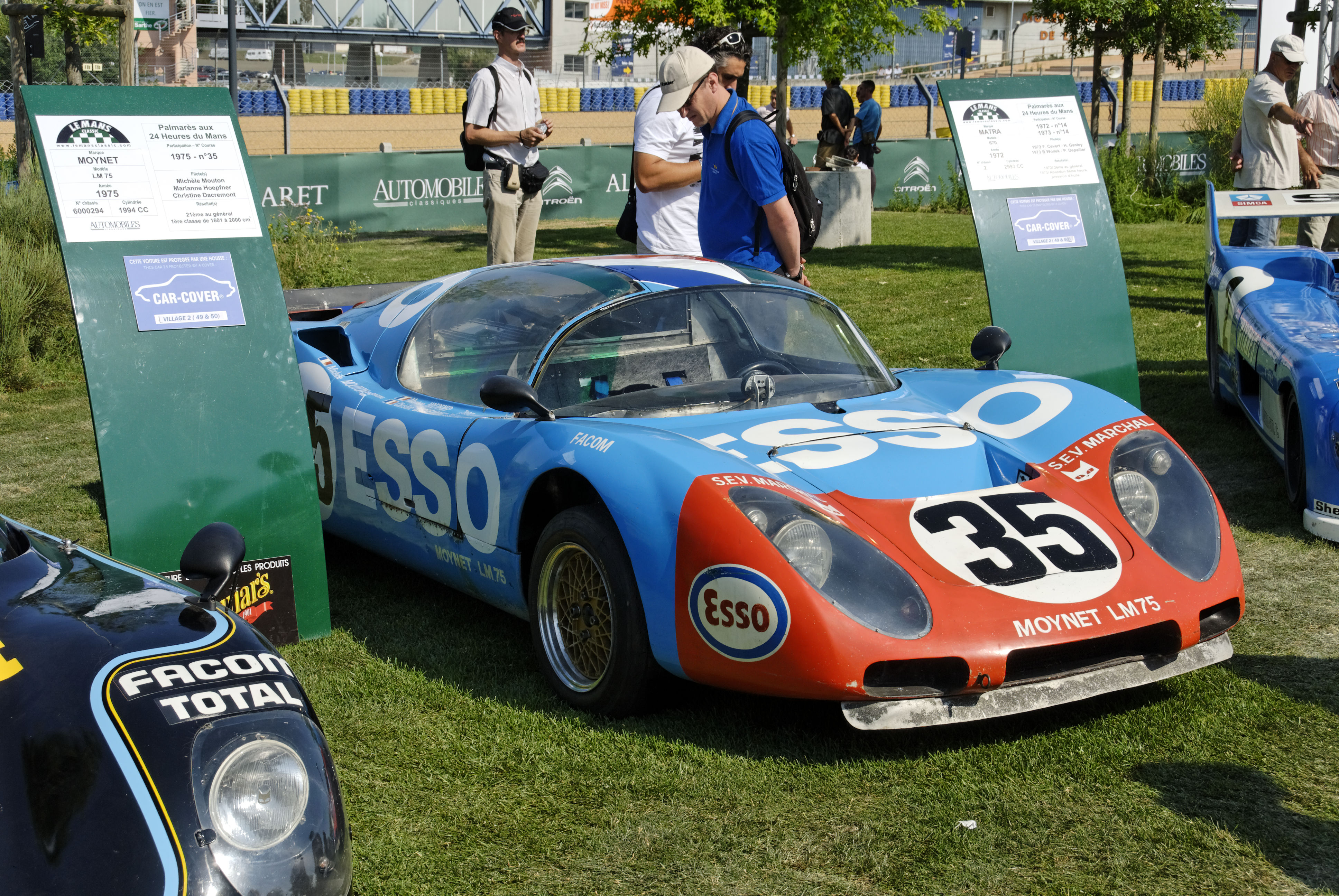
La Moynet LM 75 vincitrice tra le vetture sport fino a 2 litri

La Gulf GR-8 guidata da Jacky Ickx e Derek Bell finì quindi la gara al primo posto, dopo essere stata in testa per gran parte delle 24 ore: fu la prima vittoria per Bell e per il motore Cosworth DFV, la seconda per Ickx e la quarta per Wyer, che aveva già vinto con l'Aston Martin nel 1959 e con le sue Ford GT 40 nel 1968 e 1969. I problemi meccanici dell'altra Gulf la relegarono al terzo posto, mentre il secondo andò alla Ligier pilotata da Guy Lafosse e Guy Chasseuil. Il divario tra la Gulf vincitrice e la Ligier fu di un solo giro.
Reinhold Joest, Jürgen Barth e Mario Casoni arrivarono quarti con una vecchia Porsche 908/3 in quanto l'altra vettura del team, quella rivitalizzata dal nuovo motore 6 cilindri boxer turbo derivato da quello della Gran Turismo Carrera RSR Turbo ufficiale, al posto del non più competitivo 8 cilindri boxer aspirato, non era stata ritenuta affidabile sulla distanza delle 24 ore.
Da segnalare la vittoria tra le vetture sport fino a 2 litri della Moynet LM75 spinta dal motore ROC-Simca 4 cilindri in linea e affidata all'equipaggio tutto femminile composto da Michèle Mouton, Marianne Hoepfner e Christine Dacremont che batterono l'equipaggio ufficiale Alpine-Renault.

## Classifica finale
| Pos | Classe  | No | Team                                     | Piloti                                                          | Telaio                    | Motore                                 | Giri |
| --- | ------- | -- | ---------------------------------------- | --------------------------------------------------------------- | ------------------------- | -------------------------------------- | ---- |
| 1   | S 3.0   | 11 | Gulf Research Racing Co.                 | Derek Bell Jacky Ickx                                           | Gulf GR8                  | Ford Cosworth DFV 3.0L V8              | 336  |
| 2   | S 3.0   | 5  | Gitanes Automobiles Ligier               | Jean-Louis Lafosse Guy Chasseuil                                | Ligier JS2                | Ford Cosworth DFV 3.0L V8              | 335  |
| 3   | S 3.0   | 10 | Gulf Research Racing Co.                 | Vern Schuppan Jean-Pierre Jaussaud                              | Gulf GR8                  | Ford Cosworth DFV 3.0L V8              | 330  |
| 4   | S 3.0   | 15 | Ovoro Joest Racing                       | Reinhold Joest Mario Casoni Jürgen Barth                        | Porsche 908/3             | Porsche 3.0L 8 cil. boxer              | 325  |
| 5   | GT      | 58 | Gelo Racing Team                         | John Fitzpatrick Gijs van Lennep Manfred Schurti Toine Hezemans | Porsche 911 Carrera RSR   | Porsche 3.0L 6 cil. boxer              | 315  |
| 6   | GT      | 69 | "Beurlys"                                | Jean Blaton Nick Faure John Cooper                              | Porsche 911 Carrera RSR   | Porsche 3.0L 6 cil. boxer              | 311  |
| 7   | GT      | 53 | ASA Cachia Bondy                         | Jacques Borras Pascal Moisson Henri Cachia                      | Porsche 911 Carrera RSR   | Porsche 3.0L 6 cil. boxer              | 309  |
| 8   | GT      | 55 | Écurie Robert Buchet                     | Claude Ballot-Léna Jacques Bienvenue                            | Porsche 911 Carrera RSR   | Porsche 3.0L 6 cil. boxer              | 304  |
| 9   | GT      | 65 | Jägermeister Kremer Racing               | Billy Sprowls Juan Carlos Bolaños Andres Contreras              | Porsche 911 Carrera RSR   | Porsche 3.0L 6 cil. boxer              | 304  |
| 10  | GT Ser. | 84 | Gerhard Maurer                           | Gerhard Maurer Christian Beez Eugen Strähl                      | Porsche 911 Carrera RS    | Porsche 3.0L 6 cil. boxer              | 295  |
| 11  | GT Ser. | 67 | Anne-Charlotte Verney                    | Anne-Charlotte Verney Yvotte Fontaine Corinne Tarnaud           | Porsche 911 Carrera RS    | Porsche 3.0L 6 cil. boxer              | 294  |
| 12  | GT      | 47 | Ecurie Francorchamps                     | Jean-Claude Andruet Teddy Pilette Hughes de Fierlandt           | Ferrari 365 GTB/4         | Ferrari 4.4L V12                       | 293  |
| 13  | GT      | 48 | Marcel Mignot                            | Marcel Mignot Harry Jones Philippe Gurdjian                     | Ferrari 365 GTB/4         | Ferrari 4.4L V12                       | 293  |
| 14  | S 3.0   | 4  | Alain de Cadenet                         | Alain de Cadenet Chris Craft                                    | De Cadenet-Lola T380      | Ford Cosworth DFV 3.0L V8              | 291  |
| 15  | GTX     | 20 | Porsche Club Romand                      | Bernard Béguin Peter Zbinden Claude Haldi                       | Porsche 911 Carrera Turbo | Porsche 3.0L 6 cil. boxer Turbo        | 291  |
| 16  | GT      | 43 | Team Claude Dubois Ecuador Marlboro Team | Pierre Rubens Paolo Bozzetto                                    | De Tomaso Pantera         | Ford 5.8L V8                           | 290  |
| 17  | Gt Ser. | 77 | Philippe Dagoreau                        | Thierry Sabine Philippe Dagoreau Jean-Pierre Aeschlimann        | Porsche 911 Carrera RS    | Porsche 3.0L 6 cil. boxer              |      |
| 18  | GT Ser. | 80 | X Racing                                 | Raymond Touroul Philippe Hesnault                               | Porsche 911 Carrera RS    | Porsche 3.0L 6 cil. boxer              | 284  |
| 19  | GT Ser. | 63 | Porsche Club Romand                      | Jean-Claude Bering Klaus Utz Horst Godel                        | Porsche 911 Carrera RS    | Porsche 3.0L 6 cil. boxer              | 283  |
| 20  | GT Ser. | 87 | X Racing                                 | René Boubet Philippe Demagne                                    | Porsche 911S              | Porsche 2.6L 6 cil. boxer              | 283  |
| 21  | S 2.0   | 35 | Société Esso                             | Christine Dacremont Michèle Mouton Marianne Hoepfner            | Moynet LM75               | ROC-SIMCA 2.0L 4 cil. in linea         | 269  |
| 22  | S 2.0   | 30 | Jean-Marie Lemerle                       | Jean-Marie Lemerle Patrick Daire Alain Levié                    | Lola T292                 | ROC-SIMCA 2.0L 4 cil. in linea         | 265  |
| 23  | GT      | 61 | Écurie Armagnac Bogorre                  | Christian Bussi Patrick Metral                                  | Porsche 911 Carrera RSR   | Porsche 3.0L 6 cil. boxer              | 265  |
| 24  | S 2.0   | 28 | Société ROC                              | François Sérvanin Jacques Henry Albert Dufrène                  | Lola T294                 | ROC-SIMCA 2.0L 4 cil. in linea         | 257  |
| 25  | GT      | 71 | Joël Laplacette                          | Claude Pigeon Joël Laplacette Alain Leroux                      | Porsche 911 Carrera RS    | Porsche 2.7L 6 cil. boxer              | 257  |
| 26  | GT      | 72 | André Haller                             | Hans Schuller André Haller Benoit Maechler                      | Datsun 240Z               | Datsun 2.4L 6 cil. in linea            | 253  |
| 27  | T       | 91 | Heiddeger Racing Team                    | Daniel Brillat Giancarlo Gagliardi Michel Degoumois             | BMW 2002Ti                | BMW 2.0L 4 cil. in linea               | 251  |
| 28  | GT      | 50 | Louis Meznarie                           | Hubert Striebig Helmut Kirschoffer Pierre Mauroy                | Porsche 911 Carrera RSR   | Porsche 3.0L 6 cil. boxer              | 242  |
| 29  | S 2.0   | 38 | Rays Racing                              | Nigel Clarkson Derek Worthington                                | Lola T292                 | Ford Cosworth BDG 2.0L 4 cil. in linea | 240  |
| 30  | S 2.0   | 23 | Madison Racing Team                      | Richard Knight Mike Knight Christian Mons                       | March 75S                 | Ford Cosworth 2.0L 4 cil. in linea     | 217  |

### Squalificati
Per aver fatto rifornimento di carburante prima del termine previsto di 20 giri, per due volte.
| Pos | Classe  | No | Team                          | Piloti                   | Telaio                  | Motore                    | Giri |
| --- | ------- | -- | ----------------------------- | ------------------------ | ----------------------- | ------------------------- | ---- |
| 31  | GT Ser. | 78 | Écurie Buchet - Cyril Grandet | Bob Wollek Cyril Grandet | Porsche 911 Carrera RSR | Porsche 3.0L 6 cil. boxer | 293  |

### Ritirati
| Pos | Classe  | No | Team                       | Piloti                                                              | Telaio                  | Motore                            | Giri |
| --- | ------- | -- | -------------------------- | ------------------------------------------------------------------- | ----------------------- | --------------------------------- | ---- |
| 32  | S 2.0   | 27 | Société ROC                | Laurent Ferrier Xavier Lapeyre Christian Ethuin                     | Lola T294               | ROC-SIMCA 2.0L 4 cil. in linea    |      |
| 33  | S 2.0   | 29 | Société ROC                | Pierre-Marie Painvin Franz Hummel                                   | Lola T292               | ROC-SIMCA 2.0L 4 cil. in linea    |      |
| 34  | S 3.0   | 3  | Christian Poirot           | Christian Poirot Gérard Cuynet Guillermo Ortega Jean-Claude Lagniez | Porsche 908/2           | Porsche 3.0L 8 cil. boxer         |      |
| 35  | GT      | 59 | Gelo Racing Team           | Tim Schenken Howden Ganley                                          | Porsche 911 Carrera RSR | Porsche 3.0L 6 cil. boxer         |      |
| 36  | S 3.0   | 1  | Wicky Racing Team          | Max Cohen-Olivar Philippe Coran Joël Brachet                        | Porsche 908/2           | Porsche 3.0L 8 cil. boxer         |      |
| 37  | S 3.0   | 6  | Gitanes Automobiles Ligier | Henri Pescarolo François Migault                                    | Ligier JS2              | Ford Cosworth DFV 3.0L V8         |      |
| 38  | GT      | 52 | Écurie du Nord             | William Vollery Roger Dorchy Eric Chapuis                           | Porsche 911 Carrera RSR | Porsche 3.0L 6 cil. boxer         |      |
| 39  | T       | 98 | Auto Mazda Claude Bouchet  | Claude Bouchet Jean Rondeau                                         | Mazda RX-3              | Mazda 12A 1.2L 2-Rotori           |      |
| 40  | GT      | 57 | Ganto Racing               | John Rulon-Miller Tom Waugh Serge Godard                            | Porsche 911 Carrera RSR | Porsche 3.0L 6 cil. boxer         |      |
| 41  | GT      | 60 | Gelo Racing Team           | Toine Hezemans Manfred Schurti                                      | Porsche 911 Carrera RSR | Porsche 3.0L 6 cil. boxer         |      |
| 42  | GT      | 68 | Guy Verrier                | Guy Verrier Florian Vetsch Jean-Robert Corthay                      | Porsche 911 Carrera RS  | Porsche 3.0L 6 cil. boxer         |      |
| 43  | GT      | 7  | Beurlys International Auto | Pietro Polese "Willer"                                              | De Tomaso Pantera       | Ford 5.8L V8                      |      |
| 44  | T       | 93 | Hervé Poulain              | Hervé Poulain Sam Posey Jean Guichet                                | BMW 3.0CSL              | BMW 3.5L 6 cil. in linea          |      |
| 45  | S 2.0   | 26 | Elf Switzerland            | Marie-Claude Charmasson Lella Lombardi                              | Renault-Alpine A441     | Renault 2.0L V6                   |      |
| 46  | S 3.0   | 18 | Sigma Automotive Co. Ltd.  | Hiroshi Fushida Harukuni Takahashi                                  | Sigma MC75              | Toyota 2.3L Turbo 4 cil. in linea |      |
| 47  | GT      | 16 | Joest Racing / Tebernum    | Clemens Schickentanz Hartwig Bertrams                               | Porsche 911 Carrera RSR | Porsche 3.0L 6 cil. boxer         |      |
| 48  | GT      | 96 | Bonnemaison - Thiaw        | Lucien Nageotte Gérard Picard                                       | Porsche 911 Carrera RSR | Porsche 3.0L 6 cil. boxer         |      |
| 49  | T       | 95 | Shark Team                 | Jean-Claude Guérie Dominique Fornage                                | Ford Capri RS           | Ford 3.0L V6                      |      |
| 50  | S 3.0   | 97 | Gitanes Automobiles Ligier | Jean-Pierre Beltoise Jean-Pierre Jarier                             | Ligier JS2              | Maserati 3.0L V6                  |      |
| 51  | S 3.0   | 12 | Racing Team Schulthess     | Hervé Bayard Heinz Schulthess                                       | Lola T284               | Ford Cosworth DFV 3.0L V8         |      |
| 52  | S 2.0   | 40 | Philippe Mettetal          | Jean Ragnotti Michel Lateste                                        | Tecma 755               | Ford 1.8L 4 cil. in linea         |      |
| 53  | GT Ser. | 83 | Jean-Yves Gadal            | Jean-Yves Gadal "Ségolen"                                           | Porsche 911 Carrera RS  | Porsche 2.6L 6 cil. boxer         |      |
| 54  | T       | 90 | Jean-Claude Aubriet        | Jean-Claude Aubriet "Depnic"                                        | BMW 3.0CSL              | BMW 3.5L 6 cil. in linea          |      |
| 55  | GT      | 42 | Henri Greder               | Henri Greder Alain Cudini                                           | Chevrolet Corvette      | Chevrolet 7.0L V8                 |      |

## Primati
- Pole position : Jacky Ickx su Mirage GR8 #11 - Gulf Racing Research Co in 3' 27" 06;
- Giro più veloce in gara : Chris Craft su De Cadenet-Lola T380 #4 - Alain de Cadenet in 3' 53" 80.